# Francis Burdett
Sir Francis Burdett (1770. január 25. – London, 1844. január 23.) angol politikus.

## Élete
Westminsterben és Oxfordban tanult. Miután Európát beutazta, a gazdag Coutts bankárnak leányát vette nőül. 1796-ban bejutott a parlamentbe, amelynek azután 36 éven át tagja volt. Eleinte a whig ellenzékhez tartozott: Pitt ellen és Fox mellett küzdött, s választóihoz intézett levele miatt 1810-ben egy pár hónapra a Towerbe is bezárták. Napóleonnak Elba szigetéről való visszatérte után a Franciaországgal kötendő béke mellett szólalt fel, 1819-ben pedig Castlereaghnek a sajtószabadságot korlátozó rendeletei ellen tiltakozott. A katolikusok emancipációját, s a Grey-féle reformbillt ellenben melegen felkarolta. De azután váratlanul a tory-párthoz szegődött, mely lépésével népszerűségét elvesztette. Címei és jószágai fiára, Robertre szállottak.